# 13 Commandments
13 Commandments é uma coletânea musical da banda sueca de rock Ghost. Lançado em 1 de dezembro de 2023 pela UMG Recordings, Inc., a compilação contém 13 faixas de diferentes álbuns da banda. A compilação também foi aclamada por conta da faixa "Zenith", que foi disponibilizada mundialmente pela primeira vez.

## Visão geral
A coletânea vem com 13 faixas de álbuns anteriores da banda, sendo essas, as faixas mais populares dos mesmos. A compilação conta com faixas como "Square Hammer", "Year Zero", "Mary on a Cross", "Rats", "Cirice", e até mesmo a versão cover de "Phantom of the Opera", do Iron Maiden.
O destaque foi a faixa "Zenith", uma faixa bônus do álbum Meliora, que não estava disponível nas plataformas digitais, até então.

## Faixas
| Críticas profissionais | Críticas profissionais |
| Avaliações da crítica  | Avaliações da crítica  |
| Fonte                  | Avaliação              |
| ---------------------- | ---------------------- |
| AllMusic               | [ 5 ]                  |

| N.º            | Título                             | Álbum original                                 | Duração |  |
| 1.             | "Square Hammer"                    | Popestar                                       | 3:59    |  |
| 2.             | "Year Zero"                        | Infestissumam                                  | 5:50    |  |
| 3.             | "Mary On A Cross"                  | Seven Inches of Satanic Panic                  | 4:04    |  |
| 4.             | "Call Me Little Sunshine"          | Impera                                         | 4:44    |  |
| 5.             | "Darkness At The Heart Of My Love" | Impera                                         | 4:58    |  |
| 6.             | "Dance Macabre"                    | Prequelle                                      | 3:39    |  |
| 7.             | "Rats"                             | Prequelle                                      | 4:21    |  |
| 8.             | "Spillways"                        | Impera                                         | 3:16    |  |
| 9.             | "Cirice"                           | Meliora                                        | 6:02    |  |
| 10.            | "If You Have Ghosts"               | If You Have Ghost                              | 3:33    |  |
| 11.            | "He Is"                            | Meliora                                        | 4:30    |  |
| 12.            | "Zenith"                           | Meliora (originalmente apenas na edição Redux) | 6:05    |  |
| 13.            | "Phantom Of The Opera"             | Phantomime                                     | 7:23    |  |
| Duração total: | Duração total:                     | Duração total:                                 | 1:02:00 |  |